# Landstraat (Bredevoort)
De Landstraat is de oudste straat van Bredevoort en doorkruist het stadje van west naar oost, waar de straat overgaat in de Misterstraat.

## Geschiedenis
Oorspronkelijk was de Landstraat een oude Heerweg dwars door een moeras. De hogere grond in dat moeras werd een logische plek tot tolheffing, hetgeen het ontstaan van Bredevoort zelf markeert. Op die hoogte werd het Kasteel Bredevoort gesticht om tol te heffen op deze plaats. De Landstraat begint op het ravelijn waar de Tramstraat en de Bolwerkweg eindigen. De straat heeft binnen het oude centrum diverse zijwegen. Vanaf de Aalterpoort naar het oosten de Prinsenstraat en Kerkstraat, daarna de Koppelstraat en de Markt, vervolgens passeert de straat de Vismarkt en de Fekkengeste, vervolgens langs de Ambthuiswal en Molenwal. De molenwal was voor 1610 een walstraat. Na de aanleg van aarden stadswallen werd dit een opril naar het bastion Welgemoed. Het resterende straatje Molenwal is tegenwoordig een zijstraat van de Landstraat. Voor de Munsterbrug, waar vroeger de Misterpoort stond eindigt de straat en heet vanaf de Slingebeek vervolgens Misterstraat.

## Monumenten
Landstraat 10 is op de rijksmonumentenlijst geplaatst. Met daarnaast twaalf gemeentelijk monumenten heeft het straatje een relatief hoge monumentendichtheid.
Ambthuiswal · Ambtshof · Bastionstraat · Bleekwal · Boterstraat · Frederik Hendrikstraat · Ganzenmarkt · Gasthuisstraat · Hozenstraat · Izermanstraat · Kerkstraat · Kleine Gracht · Kloosterdijk · Koppelstraat · Kruittorenstraat · Landstraat · Markt · Muizenstraat · Officierstraat · Pater Jan de Vriesstraat ·  Prins Mauritsstraat · Prinsenstraat · Roelvinkstraat · Stadsbroek · Stationsweg · Vismarkt · 't Walletje · 't Zand